# Військово-морські сили Парагваю
Військово-морські сили Парагваю (ісп. Armada Paraguaya) — рід військ збройних сил Республіки Парагвай, призначений для дій на водних шляхах країни. Оскільки Республіка Парагвай не має виходу до моря, військовий флот базується і здійснює операції у межах річкової системи країни: на річках Парана, Парагвай, Пількомайо та інших.

## Структура

### Флот
| Тип                              | Бортовий номер    | Найменування          | У складі флоту     | Стан              | Примітки              |
| Канонерські човни                | Канонерські човни | Канонерські човни     | Канонерські човни  | Канонерські човни | Канонерські човни     |
| -------------------------------- | ----------------- | --------------------- | ------------------ | ----------------- | --------------------- |
| канонерській човен типу «Умаїта» | C 1               | «Парагвай» «Paraguay» | з травня 1931 року | в строю           | Cantieri navali Odero |
| канонерській човен типу «Умаїта» | C 2               | «Умаїта» «Humaitá»    | з травня 1931 року | в строю           | Cantieri navali Odero |

### Морська піхота

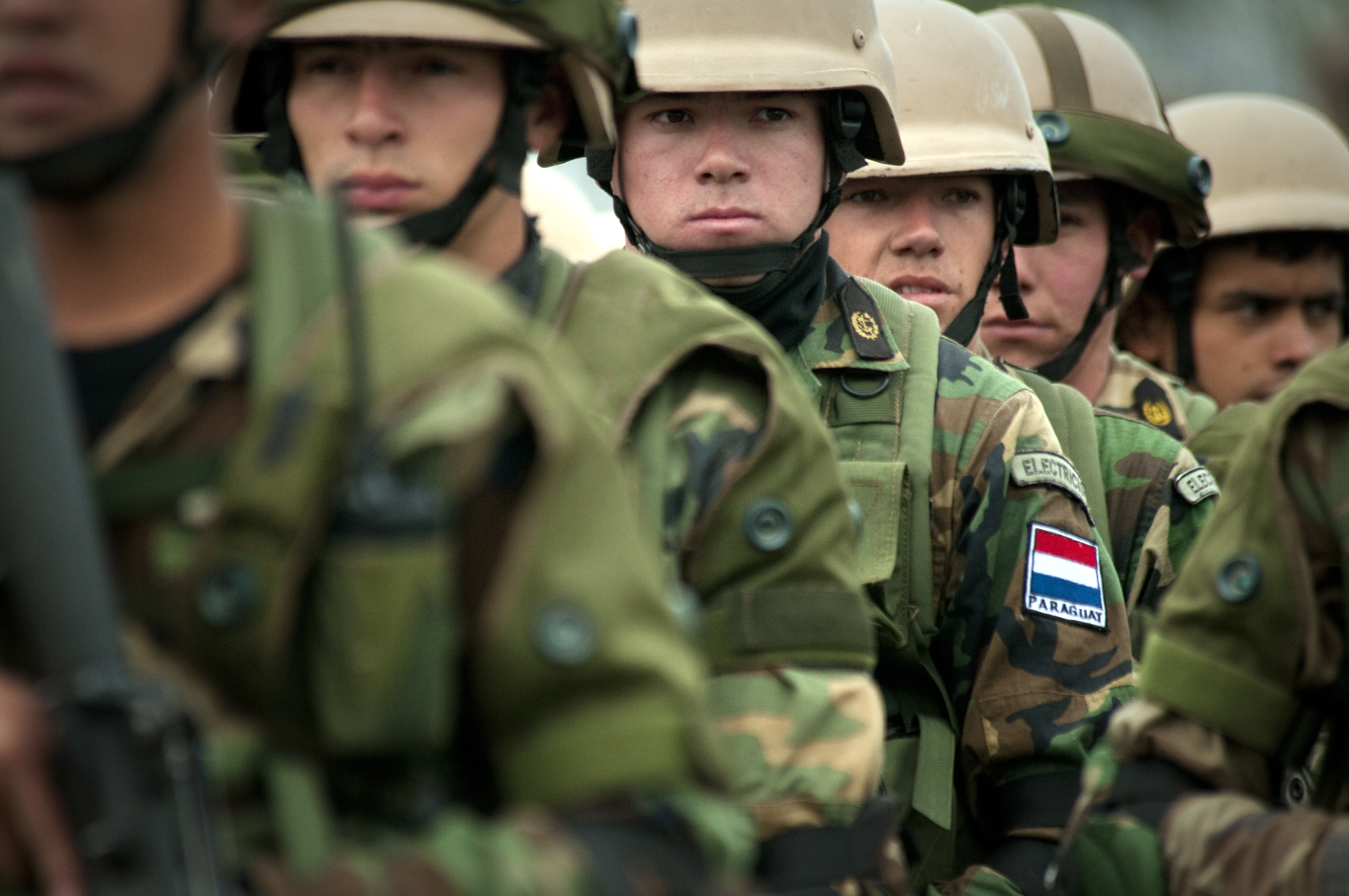
Парагвайські морські піхотинці

Командування морської піхоти (ісп. Comando de Infantería de Marina)
Парагвайська морська піхота включає в себе штаб і штабну роту, три батальйони морської піхоти, амфібійную диверсійно-десантну групу та батальйон бойової підтримки.

## Прапори

Військово-морський прапор
Гюйс

## Знаки розрізнення

### Офіцери
| Категорії               | Офіцери | Офіцери | Офіцери | Офіцери | Офіцери | Офіцери | Офіцери | Офіцери | Офіцери |
| ----------------------- | ------- | ------- | ------- | ------- | ------- | ------- | ------- | ------- | ------- |
| Нарукавний знак         |         |         |         |         |         |         |         |         |         |
| Парагвайське звання     |         |         |         |         |         |         |         |         |         |
| Український відповідник |         |         |         |         |         |         |         |         |         |

### Підофіцери і матроси
| Категорії               | Підофіцери | Підофіцери | Підофіцери | Підофіцери | Підофіцери | Матроси | Матроси |
| ----------------------- | ---------- | ---------- | ---------- | ---------- | ---------- | ------- | ------- |
| Нарукавний знак         |            |            |            |            |            |         |         |
| Парагвайське звання     |            |            |            |            |            |         |         |
| Український відповідник |            |            |            |            |            |         |         |